# 大塚村 (山形県)
大塚村（おおつかむら）は、山形県東置賜郡にあった村。現在の川西町北東部、最上川左岸にあたる。

## 地理
- 河川：最上川、黒川、犬川

## 歴史
- 1889年（明治22年）4月1日 - 町村制の施行により、大塚村、西大塚村、東大塚村の区域をもって発足。
- 1955年（昭和30年）1月1日 - 小松町、中郡村、犬川村、南置賜郡玉庭村と合併して川西町が発足。同日大塚村廃止。

## 交通

### 鉄道路線
- 日本国有鉄道
  - 長井線（現・山形鉄道フラワー長井線）
    - 西大塚駅

### 道路
- 小国街道（二級国道 国道113号 新潟山形線 → 現・一般国道 国道113号）
- 長井街道（現・一般国道 国道287号）